# Красний Сєвер
Красний Сє́вер (рос. Красный Север) — виселок у Воткінському районі Удмуртії, Росія.
Населення становить 9 осіб (2010, 6 у 2002).
Національний склад (2002):
- росіяни — 83 %

Урбаноніми:
- вулиці — Лісова